# Prény
Prény är en kommun i departementet Meurthe-et-Moselle i regionen Grand Est (tidigare regionen Lorraine) i nordöstra Frankrike. Kommunen ligger i kantonen Dieulouard som tillhör arrondissementet Nancy. År 2022 hade Prény 373 invånare.

## Befolkningsutveckling
Antalet invånare i kommunen Prény
| Referens: INSEE |